# Betty Dickey
Betty Dickey (Black Rock, Arkansas, 23 de febrer de 1940), també coneguda com a Betty Clark Dickey, fou la primera dona a exercir com a Presidenta del Tribunal Suprem d'Arkansas.
Dickey es va graduar (1962) i doctorar en dret (1985) per la Universitat d'Arkansas a Fayetteville i Little Rock respectivament. Inicialment va treballar com a educadora abans de convertir-se en autodidacta en dret al despatx del seu marit Jay Woodson Dickey Jr, amb qui va tenir quatre fills i es va divorciar l'any 1987.
El 1985 Dickey va ser admesa per exercir el dret a Arkansas. Va alternar la seva pròpia activitat privada amb el càrrec de Assistant City Attorney a la ciutat de Pine Bluff i el càrrec de City Attorney a la ciutat de Redfield, totes dues de l'estat d'Arkansas.
El 5 de gener de 2004 el governador Mike Huckabee va designar Dickey com a presidenta interina del Tribunal Suprem d'Arkansas. Abans del nomenament, Dickey havia exercit com a advocada del personal del Soil and Water Conservation Committee, fiscal de l'Onzè Districte Judicial i assessora jurídica principal de l'Oficina del Governador. Tot i que Dickey fou nomenada de forma provisional, va ser la primera dona de la història del tribunal que va exercir de presidenta. El seu successor, Jim Hannah, va ser elegit el novembre de 2004 després d'unes eleccions especials i Dickey va abandonar l'1 de gener de 2005. Posteriorment, el governador Huckabee va nomenar Dickey perquè servís la resta del mandat d'Hannah com a jutgessa associada del Tribunal Suprem d'Arkansas, i s'hi va mantenir fins al desembre de 2006.
El 2014 el congressista per Arkansas, Rick Crawford, va retre públic homenatge la figura de Dickey destacant la seva feina com a primera dona presidenta del tribunal suprem d'Arkansas. El 2015, Dickey va ser designada pel governador Asa Hutchinson com un dels tres jutges especials per determinar quins membres del Tribunal Suprem tindrien la possibilitat de participar en un cas que impugnava la prohibició del matrimoni gai a l'estat d'Arkansas.
El 2018 Dickey va ser nomenada com a enllaç per a la Preferred Family Healthcare.